# Colegio de Enfermeras de Chile

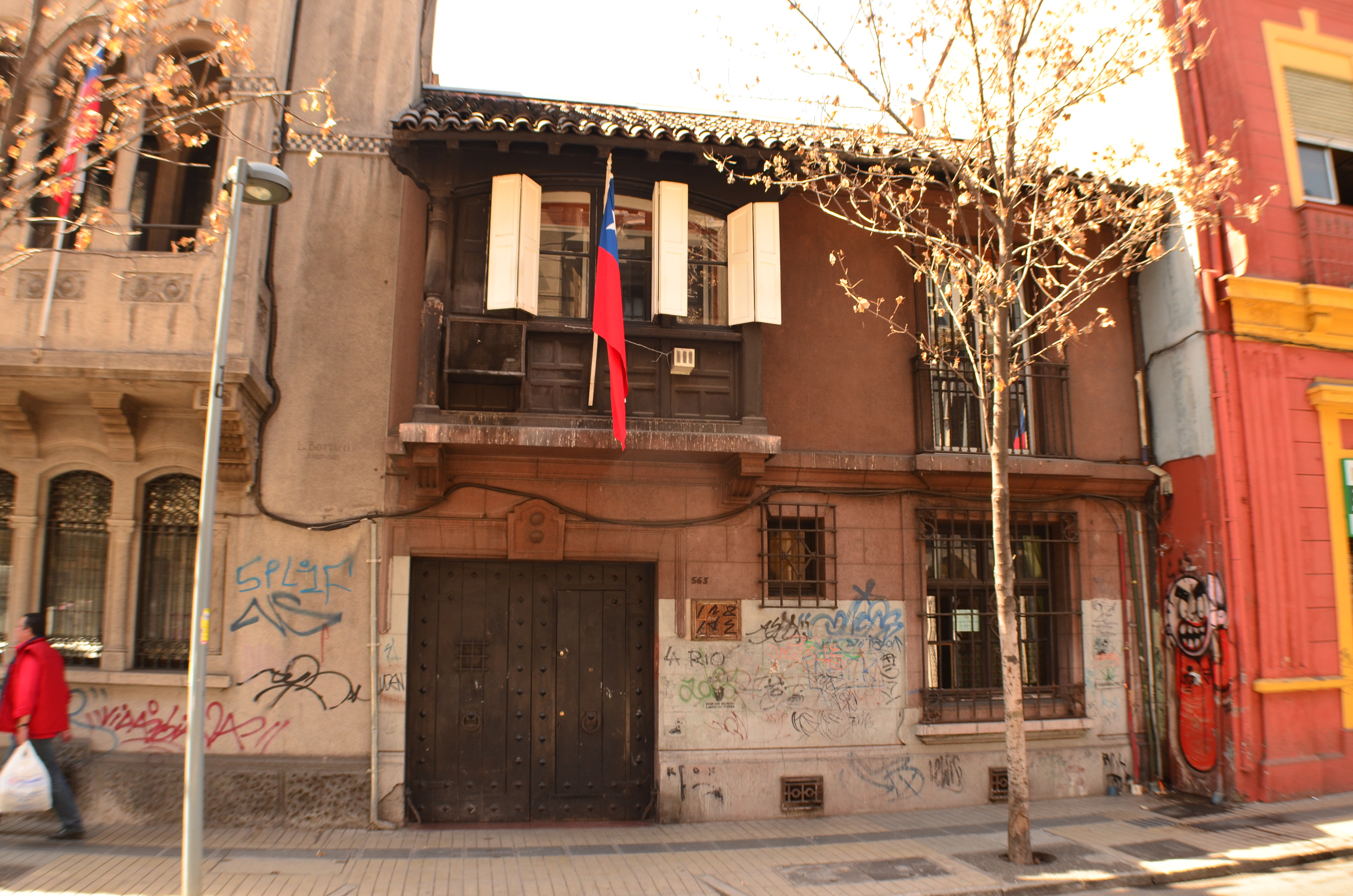
Edificio sede del Colegio de Enfermeras de Chile.

El Colegio de Enfermeras de Chile es una asociación gremial sin fines de lucro, que agrupa a las enfermeras y enfermeros de Chile, vigente desde 1953.
En la actualidad se estima que la tasa de colegiatura, y por ende de representatividad, es muy baja

## Historia
El Colegio de Enfermeras de Chile A.G. fue creado el 20 de febrero de 1953, bajo la Ley Nº11.161 y nace gracias al trabajo e impulso de la Asociación de Enfermeras Universitarias (agrupación formada en 1938).
El Reglamento orgánico del Colegio se aprobó el 19 de agosto de 1954, disponiendo las formas de funcionamiento y las responsabilidades de las distintas instancias y cargos directivos, obteniendo así personalidad jurídica y la afiliación obligatoria para ejercer la profesión de enfermera (art. N.º 2), esto hasta 1981 en que por el Decreto Ley Nº 2.757, se establece la libertad de asociación para asociaciones gremiales.
En 1954 editó la primera edición de la revista Enfermería, publicación oficial del Colegio. Es la publicación de los profesionales de enfermería más antigua de América Latina y se mantiene regularmente hasta la actualidad.
En 1981 se le permitió convocar a elecciones libres e informadas, por lo que se da paso a su democratización. En este contexto asume la dirección del Consejo Regional Santiago. A mediados de la década de 1980, el régimen militar intentó eliminar la formación de enfermeras en la universidad y que la carrera sólo fuera impartida en institutos de educación superior. Esta situación fue rechazada por la organización, lo que motivó activas movilizaciones de parte de las enfermeras del país. Se asume que la mediación del Colegio de Enfermeras ante el Gobierno puede haber evitado que se materializara esa propuesta.[cita requerida]
En 1987 se realizó el XI Congreso Nacional de Enfermería en La Serena.

## Presente
En la actualidad, el Colegio de Enfermeras concreta un proyecto iniciado en los años 90s, preconizando que el centro de la disciplina es la gestión del cuidado. Esto ha generado discusión en los círculos académicos, ya que tanto nacional como internacionalmente las enfermeras han abogado por el cuidado como la esencia de la disciplina. A pesar de ello, la ley ratifica en 1997 la propuesta del Colegio, acentuándose las discrepancias entre las enfermeras y con las profesiones afines.

## Sede nacional
La sede legal del Colegio de Enfermeras está ubicada en calle Miraflores #563, Santiago, Región Metropolitana. Es en este lugar donde funciona el Directorio Nacional y sesiona su Consejo Nacional. Además, la institución cuenta con sedes regionales en todas las regiones de Chile.
El 12 de mayo, la sede principal del Colegio en Santiago, fue declarada Monumento Histórico Nacional en cuyo encabezado destaca: "Que el edificio ubicado en calle Miraflores Nº 563, ha sido sede gremial del Colegio de Enfermeras de Chile A.G., desde el año 1965, representando un valor intangible asociado a las actividades gremiales, luchas y reivindicaciones que dicho colegio profesional ha mantenido en su historia, desde su nacimiento en 1953".

## Objetivos
El Colegio de Enfermeras de Chile, de acuerdo a sus estatutos, tiene por objeto el servicio de las enfermeras, mediante el perfeccionamiento y racionalización de la profesión y su protección económica y social. Con esta finalidad, el Colegio puede:[cita requerida]
1. Crear y mantener publicaciones y divulgación; actividades de capacitación y perfeccionamiento continuo de las enfermeras, ciclos de conferencias, premios a obras científicas o a memorias de estudiantes de Enfermería.
2. Organizar reuniones, convenciones y Congresos de enfermeras tanto nacionales como internacionales y mantener relaciones permanentes con las instituciones profesionales nacionales y extranjeras.
3. Promover y cautelar la óptima formación de enfermeras.
4. Promover y cautelar las condiciones de salud de las enfermeras, colaborando para ello con las autoridades pertinentes.
5. Representar a los Poderes Públicos las repercusiones que la legislación vigente, así como las reformas que se proyecte introducir, pudieran tener sobre la salubridad general, sobre la eficacia del trabajo de la enfermera, sobre las condiciones en que éste se realiza y sobre la adecuada remuneración y seguridad.
6. Considerar las condiciones de trabajo y económicas de los Servicios Públicos y Privados que presten atención de enfermería, de acuerdo con las modalidades y necesidades de cada región de Chile.
7. Crear y mantener fondos de solidaridad, sistemas y organismos que promuevan el bienestar de las enfermeras y se preocupen del permanente mejoramiento de su seguridad social.
8. Velar por el prestigio de la profesión y de las asociadas.
9. Reglamentar el ejercicio de las especialidades de enfermería, sea para fines internos de la Asociación o en colaboración con las autoridades.
10. Colaborar con las autoridades competentes en la represión del ejercicio ilegal de la profesión de enfermera.
11. Ilustrar a la opinión pública sobre la función social de la enfermera.
12. Concurrir a la constitución o asociarse a corporaciones, instituciones u otros que tengan por objetivo prestar servicios de formación y capacitación en enfermería profesional y participar en ellos.